# Pusztaottlaka
Pusztaottlaka (rumänisch Otlaca-Pustä) ist eine ungarische Gemeinde im Kreis Mezőkovácsháza im Komitat Békés. Die Gemeinde besteht aus den Ortsteilen Bagófalu und Tökfalu.

## Geografische Lage
Pusztaottlaka liegt viereinhalb Kilometer nordwestlich der Stadt Medgyesegyháza.  Nachbargemeinden sind Medgyesbodzás und Csabaszabadi.

## Geschichte
Pusztaottlaka wurde 1928 als eigenständige Gemeinde gebildet.

## Gemeindepartnerschaft
- Șiria, Rumänien

## Sehenswürdigkeiten
- Evangelische Kirche, erbaut 1879, renoviert 2014
- Römisch-katholische Kapelle Szent Antal
- Rumänisch-Orthodoxe Kirche Úr mennybemenetele és Partosi Szent József főpap, erbaut 1912
- Likefest-Park, ein Kilometer östlich des Ortszentrums

## Verkehr
Westlich der Gemeinde verläuft die Landstraße Nr. 4436. Der nächstgelegene Bahnhof befindet sich in Medgyesegyháza.